# Rosario Olivo
Rosario Olivo (Catanzaro, 18 aprile 1940) è un politico italiano, presidente della Regione Calabria dal 1987 al 1992 e sindaco di Catanzaro dal 2006 al 2011.

## Biografia
Perito industriale, dopo un breve periodo di insegnamento è stato giornalista pubblicista (ha diretto il periodico Nuova Presenza e pubblicato i volumi “Volare Alto”, “Calabria difficile” e “Lotta alla Mafia”).
Iscritto al Partito Socialista Italiano, negli anni sessanta e settanta ne è stato dirigente politico a livello provinciale, regionale e nazionale.
Dal 1980 al 1991 è stato amministratore regionale in qualità di assessore alla Pubblica Istruzione, Cultura, Beni Culturali, Servizi Sociali e Formazione professionale e, quindi, presidente della Regione Calabria (1987 - 1991).
Deputato socialista nel Parlamento italiano nell'XI Legislatura, è rieletto come socialista nella XII Legislatura per il gruppo dei Progressisti ed ancora nella XIII Legislatura nelle liste del PDS in rappresentanza della Federazione Laburista guidata da Valdo Spini.
Dal 1999 al 2000 è stato sottosegretario al Ministero del lavoro e della previdenza sociale nel secondo Governo D'Alema.
Viene eletto sindaco di Catanzaro al ballottaggio del giugno del 2006, con il 50,8% dei voti. Aderisce al Partito Democratico.
È membro della Chiesa Evangelica Valdese.